# بخش مرکزی شهرستان شفت
بخش مرکزی شهرستان شفت یکی از بخش‌های شهرستان شفت در استان گیلان در شمال ایران است.

## تقسیمات کشوری
- بخش مرکزی شهرستان شفت
  - دهستان  جیرده
  - دهستان ملاسرا

شهر: شفت

## جمعیت
بنابر سرشماری مرکز آمار ایران، جمعیت بخش مرکزی شهرستان شفت در سال ۱۳۸۵ برابر با ۳۵۳۴۴ نفر بوده است.